# ハビ・サンチェス
ハビ・サンチェス （Javi Sánchez）こと、ハビエル・サンチェス・デ・フェリペ（Javier Sánchez de Felipe  ,  1997年3月14日 - ）は、スペイン・マドリード州ヘタフェ出身のプロサッカー選手。プリメーラ・ディビシオンのレアル・バリャドリードに所属している。ポジションはDF。

## 来歴
8歳の時にレアル・マドリードのカンテラに入団。10年後の2015年に、Bチームにあたるレアル・マドリード・カスティージャに昇格し、10月10日のセグンダ・ディビシオンBのアレナス・クルブ・デ・ゲチョ戦でプロデビュー。以降Bチームの主力選手に成長した。2018年夏には、当時トップチームの監督に就任したフレン・ロペテギに見出され、北米プレシーズンツアーにも帯同した。
ところがロペテギは、10月29日に早々に解任され、Bチームを指揮していたサンティアゴ・ソラーリが、トップチーム監督に昇格。同時にサンチェスもトップチーム昇格となった。ソラーリ体制の初戦となった、同月31日のコパ・デル・レイのUDメリリャ戦で、トップチームデビューでスタメン出場を果たし、4-0の勝利に貢献。7日のUEFAチャンピオンズリーグのFCヴィクトリア・プルゼニ戦では、後半15分にセルヒオ・ラモスと交代で出場し、CLデビュー。11日のラ・リーガのセルタ・デ・ビーゴ戦は、後半開始からセルヒオ・レギロンとの交代で出場し、リーガデビューを果たした。
2019年7月27日、レアル・バリャドリードへのローン移籍が発表された。

## 所属クラブ
- 2015年 -   レアル・マドリード・カスティージャ
- 2018年 -   レアル・マドリード
  - 2019年 -   レアル・バリャドリード (loan)